# Lee Desmond
Lee Desmond (Dublino, 22 gennaio 1995) è un calciatore irlandese, difensore del Sacramento Republic.

## Carriera

### Club
Ha giocato nella massima serie irlandese.

### Nazionale
Ha militato nelle nazionali giovanili irlandesi Under-19 ed Under-21.